# 1327 Namaqua
1327 Namaqua è un asteroide della fascia principale del diametro medio di circa 25,14 km. Scoperto nel 1934, presenta un'orbita caratterizzata da un semiasse maggiore pari a 2,7785440 UA e da un'eccentricità di 0,1638982, inclinata di 5,82202° rispetto all'eclittica.
Prende il nome dal popolo Nama.